# Stanisław Zarakowski
Stanisław Zarako-Zarakowski, Stanisław Zarakowski (ur. 25 października?/7 listopada 1909 w m. Swołna w powiecie drysieńskim guberni witebskiej, zm. 11 kwietnia 1998 w Warszawie) – polski wojskowy i prawnik, generał brygady ludowego Wojska Polskiego (zdegradowany w 1991), naczelny prokurator wojskowy od 2 lipca 1950 do 19 kwietnia 1956, odpowiedzialny za wydawanie wyroków śmierci na żołnierzy i działaczy podziemia niepodległościowego.

## Życiorys
Syn Stanisława i Heleny z d. Samonowicz. Po rozparcelowaniu majątku Zarakowskich w 1917 przenieśli się do Dryssy, następnie Kobrynia, w którym ukończył gimnazjum. Od 1928, z przerwą w latach 1930–1933, do 1935, studiował na Uniwersytecie Stefana Batorego w Wilnie. Słuchacz Szkoły Podchorążych Rezerwy Piechoty w latach 1932–1933. Na stopień podporucznika został mianowany ze starszeństwem z 1 stycznia 1935 i 696. lokatą w korpusie oficerów rezerwy piechoty.
Po zakończeniu kształcenia pracował na stanowisku rewidenta w Spółdzielni Rolniczej w Wilnie (1935–1937), a następnie jako młodszy rewident Okręgowej Izby Kontroli w Wilnie (do 1939).
24 sierpnia 1939 został zmobilizowany do 85 pułku Strzelców Wileńskich 19 DP. W kampanii wrześniowej walczył pod Piotrkowem, Chełmem, Kockiem. 5 października 1939 pod Łukowem, po kapitulacji SGO „Polesie”, udało mu się przedostać do Wilna.
Pracował w Wilnie jako administrator hotelu komunalnego, księgowy sekcji pomocy Polakom przy Litewskim Czerwonym Krzyżu (1940–1942) i jako robotnik budowlany. Po ponownym zajęciu Wilna przez Armię Czerwoną w lipcu 1944, do lutego 1945 pracował jako główny księgowy w Instytucie Geologicznym.
3 lutego 1945 został zmobilizowany do 36 pułku piechoty i wyznaczony na stanowisko dowódcy plutonu, a później zastępcy dowódcy kompanii. W czasie forsowania Nysy Łużyckiej, 16 kwietnia 1945 został lekko ranny w lewe przedramię. W lipcu 1945 przeniesiony został do prokuratury, w której był kolejno:
- oficerem śledczym Naczelnej Prokuratury Wojskowej (9 lipca 1945 – 19 lutego 1946)
- prokuratorem Wojskowej Prokuratury Okręgowej nr V w Krakowie (19 lutego 1946 – 18 marca 1947)
- I zastępcą prezesa Najwyższego Sądu Wojskowego (18 marca 1947 – 27 czerwca 1947)
- zastępcą naczelnego prokuratora wojskowego (27 czerwca 1947 – 8 października 1948)
- zastępcą szefa Departamentu Służby Sprawiedliwości Ministerstwa Obrony Narodowej (8 października 1948 – 1 lipca 1950)
- naczelnym prokuratorem wojskowym od 2 lipca 1950.

Uczestniczył w wielu procesach stalinowskich, w których albo sam oskarżał, albo też zatwierdzał akty oskarżenia; wydał wiele wyroków śmierci; brał udział m.in. w procesach: członków II Zarządu Głównego WiN (m.in. Franciszka Niepokólczyckiego i Stanisława Mierzwy), członków WiN, w tym Emila Wehrsteina, skazanych w Katowicach w styczniu 1947, członków WiN skazanych przez WSR w Krakowie 6 sierpnia 1947, członków III Zarządu Głównego WiN i Komitetu Porozumiewawczego Organizacji Demokratycznej Polski Podziemnej skazanych przez WSR w Warszawie 22 grudnia 1947. Główny oskarżyciel w tzw. procesie generałów (gen. S. Tatara, płk. M. Utnika, płk. S. Nowickiego, gen. F. Hermana, gen. J. Kirchmayera, gen. S. Mossora, płk. M. Jureckiego, mjr W. Romana i kmdr. Sz. Wacka - fałszywie oskarżonych o organizowanie rzekomego spisku w wojsku i skazanych 13 sierpnia 1951), a także oskarżyciel w procesach oficerów Wojska Polskiego II RP, Kazimierza Pużaka (skazanego 19 listopada 1948), biskupa Czesława Kaczmarka, polityków PSL po referendum w 1946 i procesu księży kurii krakowskiej. W procesie pokazowym rozpoczętym 4 sierpnia 1947 przed Wojskowym Sądem Rejonowym w Warszawie przy ul. Leszno, jako zastępca naczelnego prokuratora popierał oskarżenie Zygmunta Augustyńskiego red. nacz. „Gazety Ludowej”.
Generał brygady od 1953. Przeniesiony do rezerwy 19 kwietnia 1956. Po zwolnieniu ze służby pracował jako zastępca dyrektora Centralnego Zarządu Obrotu Produktami Naftowymi w latach 1956–1957, i naczelnik Wydziału Prawnego Ministerstwa Handlu Zagranicznego i Centralnego Zarządu Ceł (1957-1968). 30 kwietnia 1968 przeszedł na emeryturę.
Komisja Mazura w swoim sprawozdaniu z 1957 obciążyła Zarakowskiego odpowiedzialnością za wiele czynów związanych z nadużyciem władzy.  W 1991 został zdegradowany przez Lecha Wałęsę bez odebrania odznaczeń. Uniknął odpowiedzialności za swoje czyny zarówno w okresie PRL, jak i III RP.
Został pochowany na Cmentarzu Wojskowym na Powązkach w Warszawie (kwatera B29-2-8).

## Awanse
- podporucznik rezerwy – 1935
- porucznik – październik 1945
- kapitan – grudzień 1945
- major – maj 1946
- podpułkownik – grudzień 1946
- pułkownik – lipiec 1947
- generał brygady – październik 1953
- szeregowy (degradacja) – 1991

## Życie prywatne
Mieszkał w Warszawie. Żonaty z Jadwigą Fiłonową z domu Szaciłło (1912-1975). Małżeństwo miało syna i córkę.

## Ordery i odznaczenia
- Order Sztandaru Pracy II klasy (1949)
- Krzyż Kawalerski Orderu Odrodzenia Polski (1946)
- Krzyż Walecznych (dwukrotnie w 1945)
- Srebrny Krzyż Zasługi (1946)
- Medal za Odrę, Nysę, Bałtyk (1946)
- Srebrny Medal „Siły Zbrojne w Służbie Ojczyzny” (1955)
- Krzyż Wojenny Czechosłowacki 1939 (1949)
- Medal za Zwycięstwo nad Niemcami w Wielkiej Wojnie Ojczyźnianej 1941-1945 (ZSRR)